# Антимасонская партия
Антимасонская партия (Антимасонское движение) — бывшая политическая партия США, первая из т. н. «третьих партий» в истории страны. Существовала в XIX веке с 1828 года до середины 1830-х годов. Главной идеей образования партии была оппозиция масонству. Партия ввела в американскую политику национальные партийные конвенции, на которых та или иная партия выдвигает кандидата на президентские выборы.

## История
В 1828 году антимасонская партия была основана в верхнем Нью-Йорке. Многие современники считали, что масонские ложи — это секретные сообщества, которые пытаются захватить власть в стране в ущерб остальным гражданам и демократическим основам государства. Главным событием, которое привело к созданию партии, стало исчезновение Уильяма Моргана. Он после неудачной попытки стать масоном опубликовал книгу «Разоблаченные масоны» вместе с издателем Дэвидом Миллером. Далее последовали публикации в прессе, рассказывающие, что Морган был похищен и убит масонами.

## Участие в выборах
В 1831 году Уильям Адамс Палмер был избран губернатором Вермонта (1831—1835) от антимасонской партии. Антимасонская партия собралась в декабре 1831 года в Балтиморе на партийную конвенцию, чтобы избрать кандидата на президентские выборы 1832 года, им стал бывший масон Уильям Вирт. Впервые претендент был избран на партийной конференции, а не предложен узким кругом конгрессменов-членов партии. Вскоре Демократическая партия и Национальная республиканская партия последовали этому примеру и также провели выдвижение своих кандидатов на национальных конвенциях. На этих выборах антимасонская партия получила 7,78 % голосов и победила в Вермонте, получив 7 голосов выборщиков.
Другим успехом антимасонской партии было приведение Джозефа Ритнера в губернаторы Пенсильвании (1831—1835). Впоследствии антимасонская партия объединилась с Национальной республиканской партией и другими анти-джексонистами и образовали Партию вигов.